# Ribeirinha (Topo)

A Ribeirinha é um curso de água português localizado na freguesia da Santo Antão, concelho da Calheta, ilha de São Jorge, arquipélago dos Açores.
Este curso de água tem origem a uma cota de cerca de 390 metros de altitude nos contrafortes montanhosos do Barreiro e do Enxudreiro. Procede à drenagem de uma bacia hidrográfica que engloba os contrafortes destas elevações bem como toda a área que se estende até que a ribeira se encontre com o mar.
Desagua no Oceano Atlântico depois de passar na localidade de Santo Santo Antão e na localidade de Santa Rosa precepitando-se do cimo de uma falésia que ronda os 92 metros de altura entre o Cais do Topo e a Ponta do Morro junto à Fajã do Labaçal. 